# Benakanakatte, Chiknayakanhalli
Benakanakatte là một làng thuộc tehsil Chiknayakanhalli, huyện Tumkur, bang Karnataka, Ấn Độ.